# Себахат Тунджел
Себахат Тунджел (на турски: Sebahat Tuncel) е турски политик от кюрдски етнически произход. Съпредседател на Демократичната партия на народите (2013–2014), която оглавява заедно със Ертугрул Кюркчю.

## Биография
Себахат Тунджел е роден на 5 юли 1975 г. в град Язъхан, вилает Малатия, Турция. Учи картография и геодезия в университета в Мерсин. Политическата си кариера започва през 1998 г., когато става член на политическа партия Народна демокрация. Работи с международни организации като ПРООН и Амнести Интернешънъл. През 2006 г. се изправя пред съда в Турция за членство в ПКК, обвинена, че извършва чести пътувания в лагерите на ПКК в Северен Ирак, и впоследствие е вкарана в затвора. Тя се кандидатира за парламентарните избори през 2007 г. от затвора и е избрана за депутат и освободена от ареста през юли 2007 г. Към този момент е най-младата жена в турския парламент и първият депутат в историята на Турция избран от затвора.